# Iver
Iver è una grande parrocchia civile nel distretto di South Bucks, contea di Buckinghamshire e un grosso villaggio che comprende i centri residenziali vicini di Iver Heath e Richings Park.

## Geografia e trasporti
Londra si trova a  30 km  ad est di Iver. La parrocchia condivide boschi, laghi e un lato del Grand Union Canal che ricopre 43 miglia quadrate, il Parco regionale della valle di Colne, con Uxbridge, con la Greater London che abbraccia i limiti geografici di quattro contee inglesi. Gran parte dello spazio verde forma la Cintura Verde Metropolitana (Metropolitan Green Belt) e due campi da golf a 18 buche si trovano in questa parrocchia.
Il confine occidentale di Iver è in gran parte formato dalla zona-cuscinetto verde di Wexham fino alla città di Slough ed a sud da Langley, nel Berkshire, un sobborgo contiguo con una propria stazione della Metropolitana. Una piccola parte delle vicinanze del Richings Park sta ad est dell'autostrada M25.
Iver è attraversata a nord su Iver Heath dall'autostrada M40. A sud la principale fattoria e il campo da golf di Richings Park è un vicino confine dell'autostrada M4, oltre il quale si trova Colnbrook.
La Great Western Main Line taglia in due Iver.  Richings Park e Thorney sono serviti a meno di 800 m dalla stazione ferroviaria di Iver. La stazione della metropolitana di Uxbridge è la più vicina a Iver Heath; vi è una stazione di taxi ed un parcheggio adiacente. La stazione ferroviaria di Iver è ben collegata con passaggi pedonali e non ha parcheggi adiacenti. 

L'interscambio informalmente chiamato Thorney interchange dell'autostrada M25 è stato semplicemente chiamato Iver, così come la sua stazione ferroviaria ha adottato il nome della più vicina parte di Iver. Le Chiltern Hills iniziano a nord-ovest e danno origine al nome di Iver Heath. I tratti autostradali delle M40 e M25 si trovano a nord-ovest di Iver Heath.
Due aree edilizie di attività economiche sono nella parrocchia: Il Ridgeway trading and warehousing estate e i Pinewood Studios.
Degna di nota anche la residenza reale di Coppins.